# Manuel Azaña

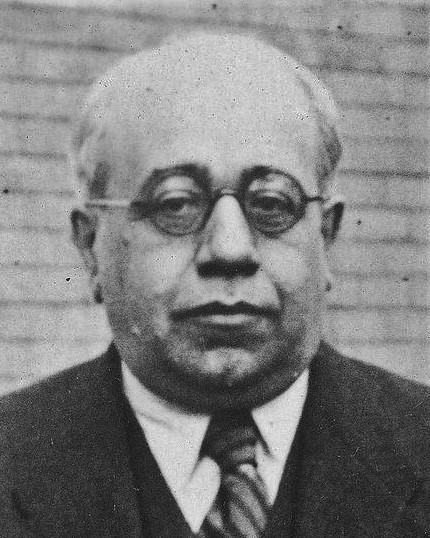
Manuel Azaña in 1933

Manuel Azaña y Díaz (Alcalá de Henares, 10 januari 1880 – Montauban, 4 november 1940) was een Spaans politicus en laatste president van de Tweede Spaanse Republiek.

## Biografie
Azaña was aanvankelijk alleen op literair gebied actief, maar hij stelde zich in 1918 en in 1923 kandidaat voor de Reformistische Partij (liberaal). In 1925 richtte hij de Acción Republicana op, een links-republikeinse partij. In 1926 won Azaña de Nationale Literatuurprijs. In 1930 sloot Azaña zich aan bij het republikeins-socialistische Pact van San Sebastiàn. De republikeinse en socialistische partijen behaalden in april 1931 de overwinning bij de gemeenteraadsverkiezingen, waarna koning Alfons XIII van Spanje het land verliet en de republiek werd uitgeroepen (14 april 1931).
De katholieke-liberaal Niceto Alcalá Zamora (linkse vleugel christendemocraten) vormde na het uitroepen van de Tweede Spaanse Republiek een interim-kabinet en benoemde Azaña tot minister van Defensie. Deze regering nam een nieuwe grondwet aan die radicaal-liberaal, antimilitaristisch en antiklerikaal gekleurd was. Azaña was atheïst, sterk antiklerikaal en antimilitaristisch en steunde de nieuwe grondwet. De katholieke premier en enkele andere ministers traden af uit protest tegen het anti-katholieke karakter van bepaalde delen van de grondwet (onder andere onteigening van kerkelijk bezit, verbieden christelijke symbolen op straat).
In december 1931 werd Alcalá president en Azaña vormde een regering met de sociaaldemocraten, de gematigde republikeinen, linkse republikeinen en zijn eigen Acción Republicana. Azaña werd minister van Oorlog. Zijn regering voerde landhervormingen door en democratiseerde de samenleving. De vrijheid van Katholieke maatschappelijke instellingen werd beperkt, zo werden godsdienstige scholen van religieuze ordes en bepaalde liefdadigheidsinstellingen verboden. Het netwerk openbare scholen werd juist uitgebreid.
Een beruchte uitspraak van hem, gedaan bij het uitroepen van de staat van beleg in mei 1931, naar aanleiding van toenemend anarcho-republikeins geweld en brandstichting gericht tegen de Rooms-Katholieke Kerk, was dat hij 'liever had dat alle kerken in Spanje in rook zouden opgaan dan dat een haar van een republikein zou worden gekrenkt'.
In september 1933 viel de regering-Azaña door interne meningsverschillen binnen de coalitie en sindsdien werd Spanje tot 1936 geregeerd door centrumrechts.
In 1934 vormde Azaña samen met andere republikeinse partijen de Izquierda Republicana (Links-Republikeinen).
In januari 1936 sloot de Izquierda zich aan bij het Volksfront, een samenwerkingsverband van links-republikeinen, socialisten en communisten, die in februari 1936 de verkiezingen won en een regering vormde met Azaña als premier.
De linkse partijen brachten de centrumrechtse president Niceto Alcalá Zamora ten val en zorgden ervoor dat Azaña president kon worden (mei 1936). In juli 1936 brak de Spaanse Burgeroorlog uit. Azaña bleef president, ondanks de toenemende macht van de socialisten en de communisten (door de toenemende Sovjet-interventie ten gunste van de republikeinse regering, was Azaña gedwongen om socialisten en communisten meer macht te geven, hoewel Azaña zelf eerder radicaal-liberaal en antikerkelijk was en vooral steunde op de burgerlijke partijen van links). Reeds in september van 1936 zag de regering van Spanje zich genoodzaakt om zich te vestigen in het nog veilige Barcelona.
In februari 1939 vluchtte Azaña naar Frankrijk en deed afstand als president. In april 1939 wonnen de nationalisten van generaal Francisco Franco de Spaanse Burgeroorlog en kwam er een einde aan de Tweede Spaanse Republiek. Azaña bleef in Frankrijk, vestigde zich in juni 1940 met zijn vrouw in Montauban, waar hij in november van dat jaar overleed. Zijn begrafenis in Montauban werd bijgewoond door 3000 republikeinen.
Hoewel antiklerikaal was hij in 1929 voor de kerk getrouwd. Zijn vrouw kwam uit een elitaire en marxistische, hoewel deels katholieke, familie.